# Franz Eichberger (Schauspieler)
Franz Eichberger (* 31. Juli 1919 in Puchberg am Schneeberg; † 29. Mai 1991) war ein österreichischer Schauspieler.

## Leben und Karriere
Franz Eichberger kam über Leni Riefenstahl zum Film. Die Regisseurin war für ihre Opernverfilmung Tiefland auf der Suche nach einem geeigneten Darsteller für die Rolle des jungen Hirten Pedro. Wie sie in ihrer Autobiographie schreibt, wurde sie beim Kandahar-Skirennen 1939 in St. Anton am Arlberg auf den damals 20-jährigen Österreicher aufmerksam, der in optischer Hinsicht ihren Vorstellungen von der Filmfigur entsprach. Nach dem Krieg wurde in der Illustrierten „Revue“ allerdings behauptet, Riefenstahl habe 2000 Gebirgsjäger mehrmals an sich vorbeiziehen lassen, um sich einen passenden Darsteller aussuchen zu können. Riefenstahl hat diese Behauptung entschieden in Abrede gestellt und auf ihrer Version beharrt. Letztere wurde von Eichberger und ihrem damaligen Assistenten Harald Reinl in eidesstattlichen Erklärungen bestätigt. Ein Artikel aus den frühen 40er Jahren besagt hingegen, dass sich die Regisseurin einen Darsteller unter den Gebirgstruppen ausgesucht habe.
Eigentlich Sanitätssoldat, war Eichberger von der Wehrmacht als Skilehrer in das Arlberggebiet abkommandiert worden. Er erwies sich zwar als äußerst schüchtern, doch bestätigten Probeaufnahmen sein darstellerisches Talent. Probleme gab es allerdings mit seinem Dialekt, so dass er Sprachunterricht in einer Berliner Schauspielschule erhielt.  Nach dem Krieg erhielt Eichberger weitere Rollenangebote. 1947 war er in der österreichisch-französischen Coproduktion Wintermelodie zu sehen. Später filmte er zwar mit bedeutenden Regisseuren wie Georg Wilhelm Pabst (Der Prozeß, Geheimnisvolle Tiefe) und Helmut Käutner (Die letzte Brücke), erhielt aber zumeist nur kleinere Nebenrollen. Lediglich in der Adalbert-Stifter-Verfilmung Bergkristall (1949) hatte man ihm eine Hauptrolle anvertraut. Nach Ich heirate Herrn Direktor (1960) beendete Eichberger seine Filmkarriere.

## Filmografie
- 1940/54: Tiefland
- 1947: Wintermelodie (Les amours de Blanche Neige)
- 1948: Der Prozeß
- 1949: Geheimnisvolle Tiefe
- 1949: Bergkristall
- 1954: Die letzte Brücke
- 1955: Die Sennerin von St. Kathrein
- 1959: 12 Mädchen und 1 Mann
- 1960: Ich heirate Herrn Direktor